# Литвиненко Юрій Юрійович
Ю́рій Ю́рійович Литвине́нко (28 вересня 1979 — 16 грудня 2015) — лейтенант юстиції, учасник російсько-української війни.

## Життєпис
Народився 1979 року в селі Пащенівка Коломацького району. Коли йому було 3 роки, загинув батько, родина переїздить до Харкова. Закінчив харківську ЗОШ № 63, 2001-го — з відзнакою юридичний факультет Харківського національного педагогічного університету ім. Г. Сковороди. 2007 року закінчив економічний факультет того ж вишу, здобувши ступінь магістра. Протягом 2001—2002 років проходив строкову службу у збройних силах України, отримав 2 подяки від міністра оборони. Демобілізувавшись, працював у службі безпеки «Кредитпромбанку», згодом працював керівником служби безпеки банку «Дніпрокредит», по тому — Земельного банку. Останнім часом працював в банку «Базис», звідки був звільнений у зв'язку з ліквідацією банку.
Добровільно пішов до військкомату та попросив його призвати на фронт. 2 лютого 2015-го розпочалася його перепідготовка на військово-юридичному факультеті Харківського юридичного національного університету. 13 березня відбув до місця призначення — у 17-й батальйон 57-ї бригади; лейтенант юстиції, заступник командира з правових питань. Окрім юридичних, часто виконував інші бойові завдання; завжди носив із собою гранати, у мами наперед просив пробачення за прийняте рішення — ні за яких умов не здаватися в полон.
16 грудня 2015 під час виконання бойового завдання потрапив під обстріл, зазнав контузії, стався обширний інфаркт. Вісім годин боровся Юрій за життя. Помер уночі в госпіталі міста Торецьк.
Похований в селі Шелестове Коломацького району.
Без Юрія лишились мама Наталія Левченко, дружина, донька 2008 р.н..

## Нагороди та вшанування
За особисту мужність, сумлінне та бездоганне служіння Українському народові, зразкове виконання військового обов'язку відзначений — нагороджений
- орденом Богдана Хмельницького III ступеня (8.4.2016, посмертно)[1]
- 2016 року відкрито меморіальну аудиторію на честь полеглих Харківського педагогічного університету імені Г. С. Сковороди: Юрія Литвиненка, Андрія Ваховського та Святослава Горбенка
- 21 березня 2017 року відкрито пам'ятну дошку Юрію Литвиненку у фоє шелестівської ЗОШ.
- 24 травня 2017 року встановлено меморіальну дошку на фасаді Харківської загальноосвітньої школи І—III ступенів № 63.
- Новела «Дванадцятий янгол» у книзі Л.Логвиненка «Місячна соната війни» присвячена Литвиненку Юрію.